# Виццоло-Предабисси
Виццо́ло-Предаби́сси (итал. Vizzolo Predabissi) — коммуна в Италии, в провинции Милан области Ломбардия.
Население составляет 4069 человек, плотность населения составляет 804 чел./км². Занимает площадь 5,67 км². Почтовый индекс — 20070. Телефонный код — 02.
Покровительницей коммуны почитается Пресвятая Богородица (Madonna del Rosario), празднование 7 октября.